# Eugène Deplechin
Valentin Eugène Deplechin né à Roubaix le 27 mai 1852 et mort à Thiais le 4 mars 1926 est un sculpteur français.

## Biographie
Eugène Deplechin est élève de Delaplanche à l'école des beaux-arts de Lille.
Il est notamment l'auteur du Monument à Alexandre Desrousseaux inauguré en 1902 sur la place Jussieu à Lille, et réérigé à l'entrée du square Foch. Le groupe en marbre représente une dentellière endormant son enfant avec la célèbre berceuse, ou « canchon dormoire », du P'tit Quinquin, écrite par Desrousseaux.
On lui doit également une statue de marbre datant de 1893, représentant la déesse Amphitrite, conservée au palais des Beaux-Arts de Lille, ainsi que le Monument à Auguste Angellier (1848-1911), inauguré en 1928, situé dans le square Angellier à Lille.

Œuvres d'Eugène Deplechin
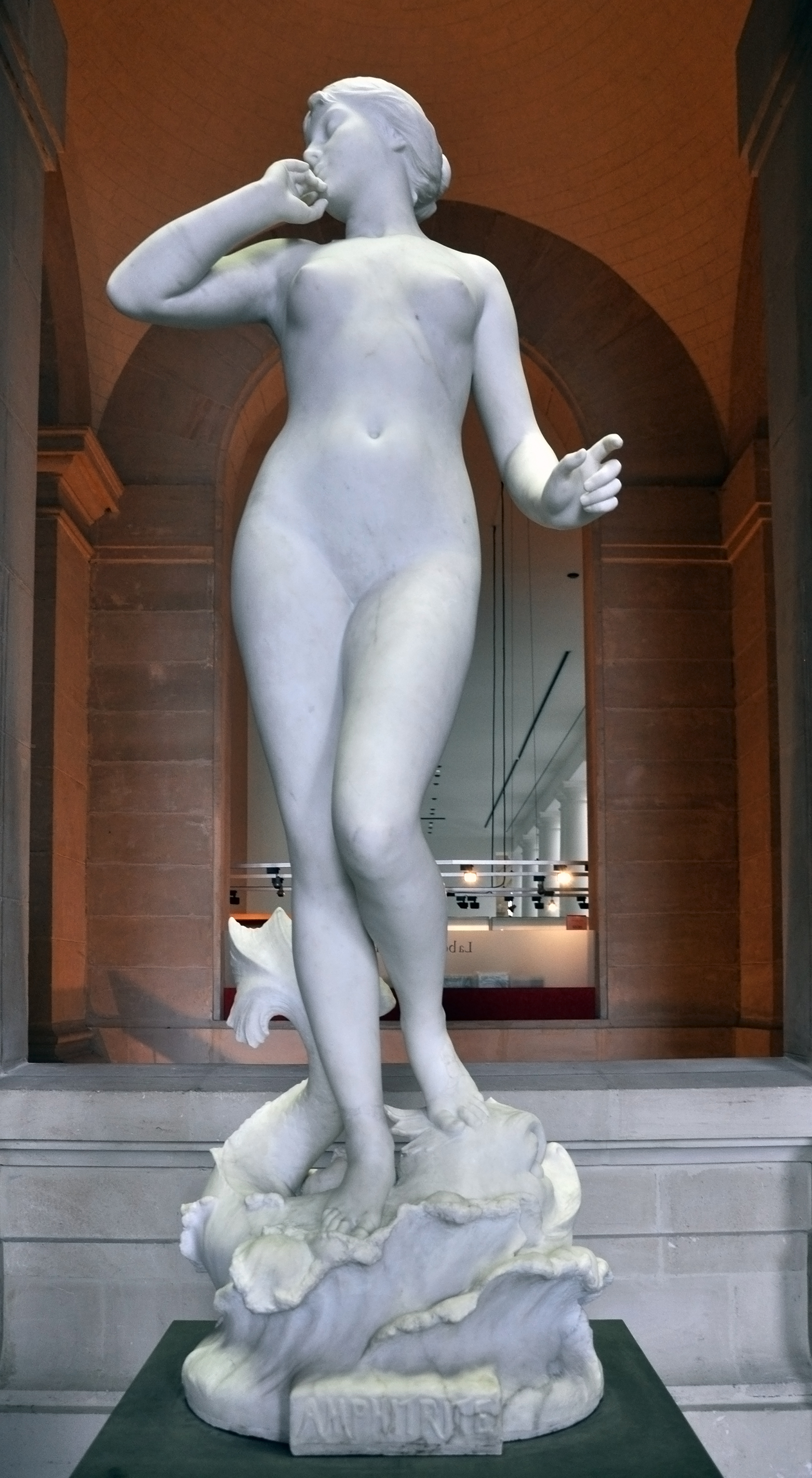
Amphitrite (1893), marbre, palais des Beaux-Arts de Lille.
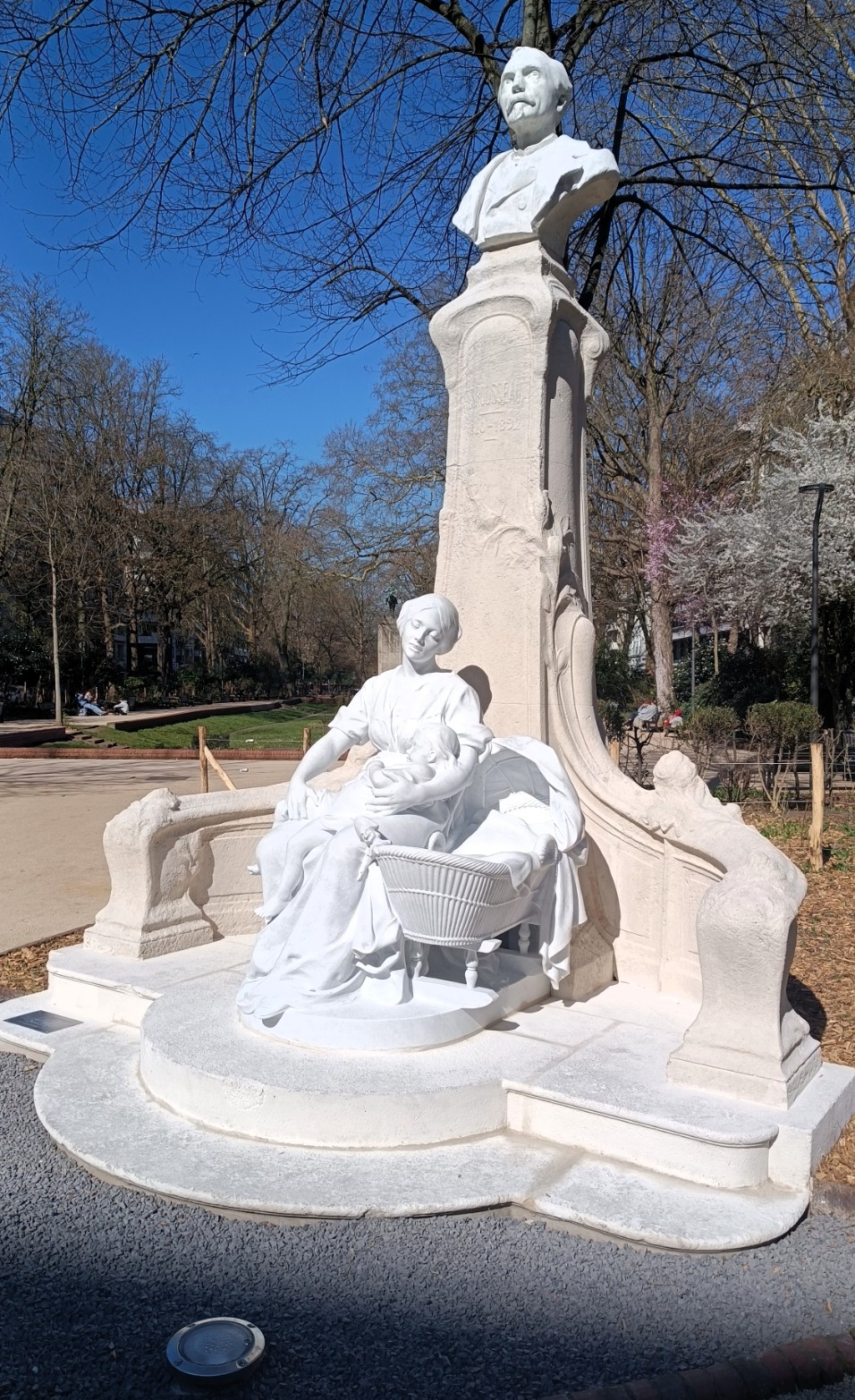
Monument à Alexandre Desrousseaux (1902), Lille, square Foch.
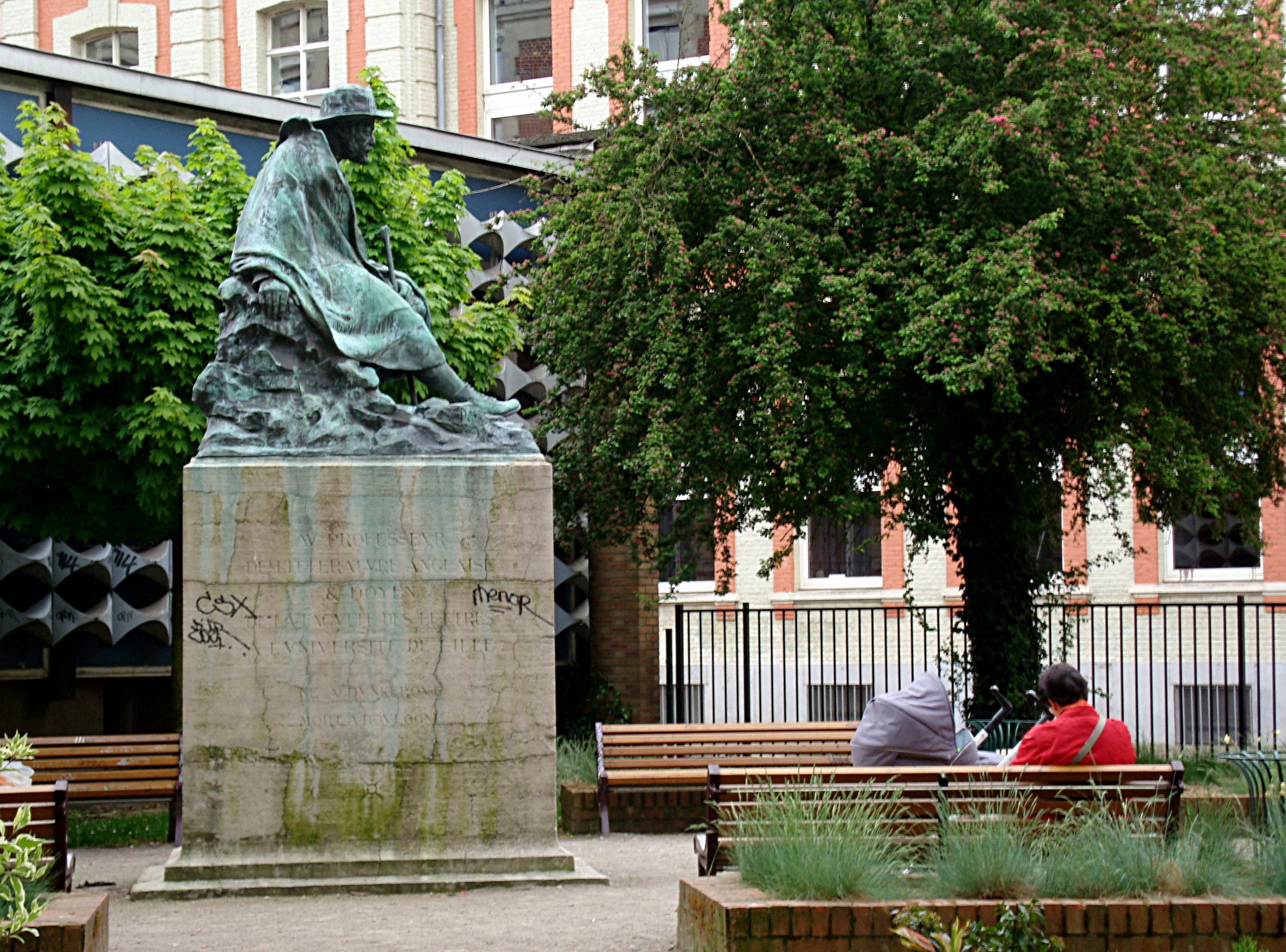
Monument à Auguste Angellier (1928), Lille, square Angellier.